# Good Copy Bad Copy
Good Copy Bad Copy (subtitulat Good Copy Bad Copy: A documentary about the current state of copyright and culture; literalment en català "Bona còpia mala còpia: un documental sobre l'estat actual dels drets d'autor i la cultura") és una pel·lícula documental de 2007 sobre drets d'autor i cultura en el context d'Internet, l'intercanvi d'arxius peer-to-peer i altres avenços tecnològics, dirigida per Andreas Johnsen, Ralf Christensen i Henrik Moltke. Inclou entrevistes amb moltes persones amb diferents perspectives sobre els drets d'autor, inclosos advocats de drets d'autor, productors, artistes i proveïdors de serveis per compartir fitxers.

## Argument
Un punt central del documental és la tesi que "la creativitat mateixa està en joc" i que cal trobar un equilibri, o que hi ha un conflicte entre protegir el dret dels propietaris de la propietat intel·lectual i els drets de les generacions futures a crear.

## Contingut
Entre els artistes entrevistats hi ha Girl Talk i Danger Mouse, músics populars de l'escena mashup que tallen i remesclen els sons d'altres cançons en els seus propis (sobretot The Grey Album d'aquest últim artista amb música de The Beatles i Jay Z). Les entrevistes amb aquests artistes revelen una comprensió emergent de les obres digitals i l'obstacle que presenta els drets d'autor.
Les entrevistes que apareixen a Good Copy Bad Copy reconeixen un canvi recent cap al contingut generat pels usuaris, la música mashup i la cultura dels vídeos. El documental s'obre explicant la situació legal actual en matèria de sampling musical, llicències i drets d'autor.
Good Copy Bad Copy documenta el conflicte entre la llei de drets d'autor actual i els avenços tecnològics recents que permeten el mostreig de música, així com la distribució de material amb drets d'autor mitjançant motors de cerca per compartir fitxers peer-to-peer com The Pirate Bay. El CEO de la MPAA (Motion Picture Association of America), Dan Glickman, és entrevistat en relació amb una incursió de la policia sueca contra The Pirate Bay el maig de 2006. Glickman admet que la pirateria mai s'aturarà, però afirma que intentaran fer-ho el més difícil i tediós possible. Gottfrid Svartholm i Fredrik Neij de The Pirate Bay també són entrevistats, amb Neij afirmant que The Pirate Bay és il·legal segons la llei nord-americana, però no la llei sueca.
Les entrevistes documenten les actituds cap a l'art, la cultura i els drets d'autor a diversos països, com ara els Estats Units, Suècia, Rússia, Nigèria i el Brasil.
La situació a Nigèria i el Brasil està documentada en termes de models de negoci innovadors que s'han desenvolupat en resposta a les noves possibilitats tecnològiques i mercats canviants.
A Nigèria, el documental entrevista persones que treballen a la indústria cinematogràfica nigeriana, o Nollywood. Charles Igwe, un productor de cinema a Lagos, és entrevistat llargament sobre les seves opinions sobre la indústria cinematogràfica nigeriana, la naturalesa de les pel·lícules nigerianes i els drets d'autor en el context de la tecnologia de vídeo digital. Mayo Ayilaran, de la Societat de Drets d'Autor de Nigèria, explica l'enfocament del govern nigerià en l'aplicació dels drets d'autor.
Al Brasil es documenta la indústria Tecno brega i el seu enfocament únic en matèria de drets d'⁣autor i mostreig, amb entrevistes amb, entre d'altres, Ronaldo Lemos, professor de Dret a la Fundació Getúlio Vargas. Lemos explica que els CD o la música gravada es tracten només com un anunci de festes i concerts que generen ingressos.
Good Copy Bad Copy també inclou segments d'entrevistes amb l'activista dels drets d'autor i acadèmic Lawrence Lessig.

## Crèdits
- Girl Talk, Productor
- Dr Lawrence Ferrara, director del Departament de Música de la NYU
- Paul V. Licalsi, advocat Sonnenschein
- Jane Peterer, Bridgeport Music
- Dr. Siva Vaidhyanathan, NYU
- Danger Mouse, Productor
- Dan Glickman, CEO de MPAA
- Gottfrid Svartholm, The Pirate Bay
- Fredrik Neij, The Pirate Bay
- Rick Falkvinge, Partit Pirata
- Lawrence Lessig, Creative Commons
- Ronaldo Lemos, professor de Dret Fundació Getúlio Vargas (FGV) Brasil
- Charles Igwe, productor de cinema Lagos Nigèria
- Mayo Ayilaran, Societat de Copyright de Nigèria
- Olivier Chastan, VP Records
- John Kennedy, president de la Federació Internacional de la Indústria Fonogràfica (IFPI)
- Shira Perlmutter, cap de Política Legal Global Federació Internacional de la Indústria Fonogràfica (IFPI)
- Peter Jenner, Sincere Management
- John Buckman, Magnatune Records
- Beto Metralha, Producer Belém do Pará Brazil
- DJ Dinho, Tupinambá Belém do Pará Brazil

## Distribució
Creada originalment per a la xarxa de televisió nacional danesa, la pel·lícula es va llançar de forma gratuïta a Internet com a descàrrega de BitTorrent. Els cineastes esperaven que el llançament de Good Copy Bad Copy de forma gratuïta augmentaria la consciència i conduiria a altres xarxes de difusió locals a mostrar el documental.
El documental va aparèixer per primera vegada a The Pirate Bay i després es va publicar oficialment sota una llicència de Reconeixement-No Comercial de Creative Commons al lloc d'intercanvi de vídeos Blip.tv.
El 8 de maig de 2008, Good Copy Bad Copy es va mostrar a SVT2, la televisió sueca.
El documental i un tràiler no oficial estan disponibles a YouTube.